# Австралия на летних Олимпийских играх 1964
Австралия на летних Олимпийских играх 1964 была представлена 243 спортсменами в 19 видах спорта.
Австралийская олимпийская сборная в неофициальном общекомандном зачёте заняла 8-е место. По сравнению с прошлыми играми сборная Австралии завоевала на 4 медали меньше.

## Награды

### Золото
| Золото |                                               |                                            |
| №      | Спортсмены                                    | Вид спорта (дисциплина)                    |
| 1      | Элизабет Катберт                              | Лёгкая атлетика (женщины, 400 м)           |
| 2      | Уильям Нортем Питер О′Доннелл Джеймс Сарджант | Парусный спорт (мужчины, класс 5,5 метров) |
| 3      | Роберт Виндл                                  | Плавание (мужчины, вольный стиль, 1500 м)  |
| 4      | Иан О′Брайен                                  | Плавание (мужчины, брасс, 200 м)           |
| 5      | Кевин Берри                                   | Плавание (мужчины, баттерфляй, 200 м)      |
| 6      | Дон Фрейзер                                   | Плавание (женщины, вольный стиль, 100 м)   |

### Серебро
| Серебро |                                                 |                                            |
| №       | Спортсмены                                      | Вид спорта (дисциплина)                    |
| 1       | Мишель Браун                                    | Лёгкая атлетика (женщины, прыжки в высоту) |
| 2       | Линетт Белл Дон Фрейзер Дженис Мерфи Робин Торн | Плавание (женщины, вольный стиль, 4×100 м) |

### Бронза
| Бронза | |                                              |
| №      | Спортсмены | Вид спорта (дисциплина)                      |
| 1      | Теодор Бороновскис | Дзюдо (мужчины, абсолютное первенство)       |
| 2      | Рон Кларк | Лёгкая атлетика (мужчины, 10 000 м)          |
| 3      | Мерилин Блэк | Лёгкая атлетика (женщины, 200 м)             |
| 4      | Джудит Поллок | Лёгкая атлетика (женщины, 400 м)             |
| 5      | Памела Килборн | Лёгкая атлетика (женщины, 80 м с барьерами)  |
| 6      | Аллан Вуд | Плавание (мужчины, вольный стиль, 400 м)     |
| 6      | Аллан Вуд | Плавание (мужчины, вольный стиль, 1500 м)    |
| 8      | Дэвид Диксон Питер Доук Джон Райан Боб Уиндл | Плавание (мужчины, вольный стиль, 4×100 м)   |
| 9      | Дэвид Диксон Кевин Берри Иан О′Брайен Робин Торн | Плавание (мужчины, комбинированная, 4×100 м) |
| 10     | Мервин Кроссмен, Пол Диринг, Реймонд Эванс, Брайан Гленкросс, Робин Ходдер, Джон Макбрайд, Дональд Макуоттерс, Патрик Нилан, Эрик Пирс, Джулиан Пирс, Десмонд Пайпер, Дональд Смарт, Энтони Уотерс, Грэхем Вуд | Хоккей на траве (мужчины)                    |

## Результаты соревнований

### Академическая гребля
В следующий раунд из каждого заезда проходили несколько лучших экипажей (в зависимости от дисциплины). В финал A выходили 6 сильнейших экипажей, ещё 6 экипажей, выбывших в отборочном заезде, распределяли места в малом финале B.
Мужчины
| Соревнование | Спортсмены                | Предварительный заезд | Предварительный заезд | Предварительный заезд | Отборочный заезд | Отборочный заезд | Отборочный заезд | Финал   | Финал   | Итоговое место |
| Соревнование | Спортсмены                | Заезд                 | Время                 | Место                 | Заезд            | Время            | Место            | Время   | Место   | Итоговое место |
| ------------ | ------------------------- | --------------------- | --------------------- | --------------------- | ---------------- | ---------------- | ---------------- | ------- | ------- | -------------- |
| одиночки     | Питер Эдвардс             | 1                     | 7:53,54               | 4                     | 3                | 7:37,64          | 2 QB             | Финал B | Финал B | 9              |
| одиночки     | Питер Эдвардс             | 1                     | 7:53,54               | 4                     | 3                | 7:37,64          | 2 QB             | 7:30,06 | 3       | 9              |
| двойки       | Роджер Нинем Роберт Ширло | 1                     | 7:32,75               | 3                     | 2                | 7:39,18          | 3 QB             | Финал B | Финал B | 9              |
| двойки       | Роджер Нинем Роберт Ширло | 1                     | 7:32,75               | 3                     | 2                | 7:39,18          | 3 QB             | 7:12,18 | 3       | 9              |

### Гимнастика

#### Спортивная гимнастика
Женщины
| Спортсмены                                                                 | Снаряд                | Квалификация | Квалификация | Финал     | Финал     |
| Спортсмены                                                                 | Снаряд                | Очки         | Место        | Очки      | Место     |
| -------------------------------------------------------------------------- | --------------------- | ------------ | ------------ | --------- | --------- |
| Джанис Бедфорд                                                             | абсолютное первенство |              |              | 68,981    | 74        |
| Джанис Бедфорд                                                             | вольные упражнения    | 17,949       | 62           | Не прошла | Не прошла |
| Джанис Бедфорд                                                             | опорный прыжок        | 17,033       | 78           | Не прошла | Не прошла |
| Джанис Бедфорд                                                             | разновысокие брусья   | 15,966       | 78           | Не прошла | Не прошла |
| Джанис Бедфорд                                                             | бревно                | 18,033       | 62           | Не прошла | Не прошла |
| Джанис Бедфорд Вал Баффем-Норрис Барбара Кейдж Вал Робертс Барбара Флетчер | командное первенство  |              |              | 342,235   | 10        |